# Richie Cole
Richie Cole (* 29. Februar 1948 in Trenton, New Jersey; † 2. Mai 2020 in Carnegie) war ein US-amerikanischer Altsaxophonist des Modern Jazz.

## Leben und Wirken
Cole begann mit zehn Jahren das Spiel auf dem Altsaxophon, angeregt durch seinen Vater, der einen Jazzclub in New Jersey besaß. Er gewann ein Stipendium und begann seine Profimusiker-Laufbahn mit einer zweijährigen Ausbildung am Berklee College of Music in Boston. Er spielte zunächst bei Buddy Rich, dann bei Lionel Hampton, bei Doc Severinsen und bei Eddie Jefferson. Ab 1976 legte er Alben unter eigenem Namen vor, zunächst gemeinsam mit dem Trio von Reuben Brown Starburst. In den nächsten Jahren legte er weitere kollaborative Alben mit Musikern wie Eric Kloss, Phil Woods, Art Pepper, Boots Randolph, Red Rodney/Ricky Ford, Hank Crawford, Sonny Stitt oder Emil Viklický vor.
Cole war bekannt für sein kreatives Bebop-Spiel; er trat mit Manhattan Transfer, Freddie Hubbard, Greg Abate, Eddie Jefferson, Don Patterson, Oliver Nelson und Nancy Wilson auf. Anfang der 1990er Jahre gründete er das Alto Madness Orchestra. Später startete er sein eigenes Label Richie Cole Presents, auf dem er Produktionen wie Pittsburgh, Plays Ballads & Love Songs und 2017 Latin Lover veröffentlichte. 2018 erschien Coles letztes Album Cannonball, eine Hommage an sein Idol Julian „Cannonball“ Adderley.
Cole hat weit über 50 Alben und CDs aufgenommen. Er ging auf Konzertreisen und erteilte Unterricht in Masterklassen an Universitäten. Richie Cole starb Anfang Mai 2020 im Alter von 72 Jahren.